# Теректинський район
Теректи́нський район (каз. Теректі ауданы, рос. Теректинский район) — адміністративна одиниця у складі Західноказахстанської області Казахстану. Адміністративний центр — село Теректи.

## Населення
Населення — 38720 осіб (2021; 38269 у 2009, 43194 у 1999, 45485 у 1989).

## Історія
27 травня 1997 року до складу Теректинського району була передана частина Акжаїцького району — Акжаїцький, Аксогимський, Анкатинський, Конеккеткинський, Шагатайський та Шалкарський сільські округи. 2013 року назад до Акжаїцького району було передано Конеккеткенський сільський округ.

## Склад
До складу району входять 15 сільських округів:
| Поселення                       | Площа, км² | Населення, осіб (1989) | Населення, осіб (1999) | Населення, осіб (2009) | Населення, осіб (2021) | Центр       | Населені пункти |
| ------------------------------- | ---------- | ---------------------- | ---------------------- | ---------------------- | ---------------------- | ----------- | --------------- |
| Акжаїцький сільський округ      | 786        | 4972                   | 5066                   | 4477                   | 4207                   | Акжаїк      | 5               |
| Аксогимський сільський округ    | 640        | 2367                   | 2484                   | 1560                   | 1179                   | Аксогим     | 4               |
| Аксуатський сільський округ     | 183        | 2257                   | 2546                   | 2751                   | 2734                   | Аксуат      | 4               |
| Анкатинський сільський округ    | 746        | 3067                   | 2950                   | 1848                   | 1318                   | Анкати      | 6               |
| Богдановський сільський округ   | 546        | 2167                   | 1779                   | 1034                   | 739                    | Богдановка  | 4               |
| Долинський сільський округ      | 821        | 3955                   | 3073                   | 2101                   | 1628                   | Долинне     | 4               |
| Кумаксайський сільський округ   | 174        | 1004                   | 763                    | 648                    | 620                    | Кумаксай    | 1               |
| Підстепнівський сільський округ | 249        | 6508                   | 5611                   | 7749                   | 10983                  | Підстепне   | 4               |
| Покатиловський сільський округ  | 323        | 1625                   | 1543                   | 996                    | 961                    | Покатиловка | 1               |
| Прирічний сільський округ       | 584        | 1523                   | 1151                   | 761                    | 640                    | Прирічне    | 1               |
| Теректинський сільський округ   | 511        | 6400                   | 6043                   | 5449                   | 5791                   | Теректи     | 4               |
| Узункольський сільський округ   | 279        | 1265                   | 1254                   | 891                    | 869                    | Узунколь    | 1               |
| Чаганський сільський округ      | 516        | 3211                   | 3345                   | 3686                   | 3854                   | Жана-Омір   | 3               |
| Шагатайський сільський округ    | 792        | 3243                   | 3517                   | 2536                   | 1715                   | Шагатай     | 4               |
| Шалкарський сільський округ     | 816        | 1921                   | 2069                   | 1782                   | 1482                   | Сариомір    | 3               |

## Найбільші населені пункти
| № | Населений пункт | Населення, осіб (1989) | Населення, осіб (1999) | Населення, осіб (2009) | Населення, осіб (2021) |
| - | --------------- | ---------------------- | ---------------------- | ---------------------- | ---------------------- |
| 1 | Підстепне       | 5022                   | 4675                   | 6461                   | 9562                   |
| 2 | Теректи         | 5303                   | 4956                   | 4597                   | 5143                   |
| 3 | Жана-Омір       | 2466                   | 2556                   | 3044                   | 3356                   |
| 4 | Акжаїк          | 2789                   | 2991                   | 2781                   | 2943                   |
| 5 | Сариомір        | 1159                   | 1224                   | 1252                   | 1249                   |
| 6 | Шагатай         | 1536                   | 1662                   | 1147                   | 1109                   |
| 7 | Аксуат          | 999                    | 1057                   | 1121                   | 1078                   |
| 8 | Анкати          | 1472                   | 1260                   | 1049                   | 1012                   |

## Господарство

### Рекреація
Станом на 2025 рік в межах району існує 2 офіційних місця масового відпочинку, туризму та спорту на водних об'єктах та водогосподарських спорудах:
- приватний пляж бази відпочинку «Акжол» (ТОВ «Єлжас») на річці Жайик в селі Підстепне Підстепнівського сільського округу;
- комунальний пляж на озері Шалкар в селі Сариомір Шалкарського сільського округу.

### Транспорт
Дороги районного значення:
| Індекс   | Назва                                  | Довжина, км |
| -------- | -------------------------------------- | ----------- |
| KL-TR-1  | Терекети-Аксай — Таксай                | 7           |
| KL-TR-2  | Підстепне-Терекети-Ілек — Жайик        | 2           |
| KL-TR-3  | Підстепне-Терекети-Ілек — Новопавловка | 15          |
| KL-TR-4  | Підстепне-Терекети-Ілек — Покатиловка  | 9           |
| KL-TR-5  | Підстепне-Терекети-Ілек — Аксуат       | 2,4         |
| KL-TR-6  | Підстепне-Терекети-Ілек — Айтієво      | 2           |
| KL-TR-7  | Підстепне-Терекети-Ілек — Тукпай       | 1           |
| KL-TR-8  | Підстепне-Терекети-Ілек — Тонкеріс     | 12          |
| KL-TR-9  | Підстепне-Терекети-Ілек — Алгабас      | 19          |
| KL-TR-10 | Барбастау-Індер — Шагатай              | 1           |
| KL-TR-11 | Барбастау-Індер — Улкененбек           | 0,3         |
| KL-TR-12 | Барбастау-Індер — Когалитобек          | 3           |
| KL-TR-13 | Барбастау-Індер — Кутсіик              | 1           |
| KL-TR-14 | Барбастау-Індер — Кизилжар             | 3           |
| KL-TR-15 | Теректи — Кабилтобе                    | 10          |
| KL-TR-16 | Самара-Шимкент — Жана-Омір             | 1           |
| KL-TR-17 | Самара-Шимкент — Узунколь              | 5           |
| KL-TR-18 | Самара-Шимкент — Бекет                 | 3           |
| KL-TR-19 | Самара-Шимкент — Єрсари                | 6           |
| KL-TR-20 | Самара-Шимкент — Анкати                | 1           |
| KL-TR-21 | Самара-Шимкент — Талпин                | 1           |
| KL-TR-22 | Самара-Шимкент — Кандик                | 2           |
| KL-TR-23 | Сариомір — Дуана                       | 25          |
| KL-TR-24 | Під'їзд до села Шалкар                 | 8           |
| KL-TR-25 | Підстепне-Теректи-Ілек — Магістральне  | 1,8         |
| KL-TR-26 | Самара-Шимкент — Сатимшеген            | 3           |
| KL-TR-27 | Барбастау-Індер — Абай                 | 1           |
| KL-TR-28 | Барбастау-Індер — Акжаїк               | 6           |
| KL-TR-29 | Барбастау-Індер — Аксогим              | 7           |
| KL-TR-30 | Самара-Шимкент — Рибцех                | 35          |
| KL-TR-31 | Барбастау-Індер — Кемер                | 7           |
| KL-TR-32 | Самара-Шимкент — Юбілейне              | 5,4         |